# Carse O’Gowrie River
Der Carse O’Gowrie River (auch: Carse O’Gowrie Ravine) ist ein Fluss an der Ostküste von Dominica im Parish Saint Patrick.

## Geographie
Der Carse O’Gowrie River entspringt in den Anhöhen an der Küste von Dominica (Bois Blanc, beziehungsweise Carse O’Gowrie Estate). Mit mehreren kleinen Zuflüssen fließt er nach Nordosten und mündet in der Bout Sable Bay, bei der Siedlung Corossol in den Atlantik.
Benachbarte Flüsse sind River Ouayaneri im Norden und River Sarisari im Süden.